# テトランドリン
テトランドリン（Tetrandrine）はビス-イソキノリン系のアルカロイドであり、カルシウムチャネル阻害作用を持つ。また肥満細胞の脱顆粒を抑制するので抗炎症作用、抗アレルギー作用を持つ。そのほか、「キニジン様」の抗不整脈作用を持つ。シマハスノハカズラ（学名：Stephania tetrandra S Moore）から単離された他、中国や日本の草木に含まれている。血管拡張作用を持ち、血圧を低下させる。
テトランドリンは肝障害の治療や肝癌の治療に有用である可能性がある。線維柱帯切除術施行後患者または重度の結膜炎患者に対する結膜の過剰な瘢痕化・線維化を予防できると期待される。テトランドリンならびにその誘導体の抗炎症・抗線維化効果は、珪肺、肝硬変、関節リウマチの治療に応用できる可能性がある。テトランドリンはin vitro でエボラウイルスの宿主細胞への侵入を阻止し、マウスを用いた初期研究でエボラ出血熱の治療効果を示した。

## 生合成
テトランドリンはS-N-メチルコクラウリンのラジカル二量化により合成される。

## 別名
ファンチニン（Fanchinine）、ハンファンチンA（hanfangchin A）、NSC-77037、(S,S)-(+)-テトランドリン、シノメニンA（sinomenine A）、d-テトランドリン